# Petit-Tenquin
Petit-Tenquin – miejscowość i gmina we Francji, w regionie Grand Est, w departamencie Mozela.
Według danych na rok 1990 gminę zamieszkiwały 212 osoby, a gęstość zaludnienia wynosiła 43 osoby/km² (wśród 2335 gmin Lotaryngii Petit-Tenquin plasuje się na 833. miejscu pod względem liczby ludności, natomiast pod względem powierzchni na miejscu 1016.).